# Huerta de Játiva

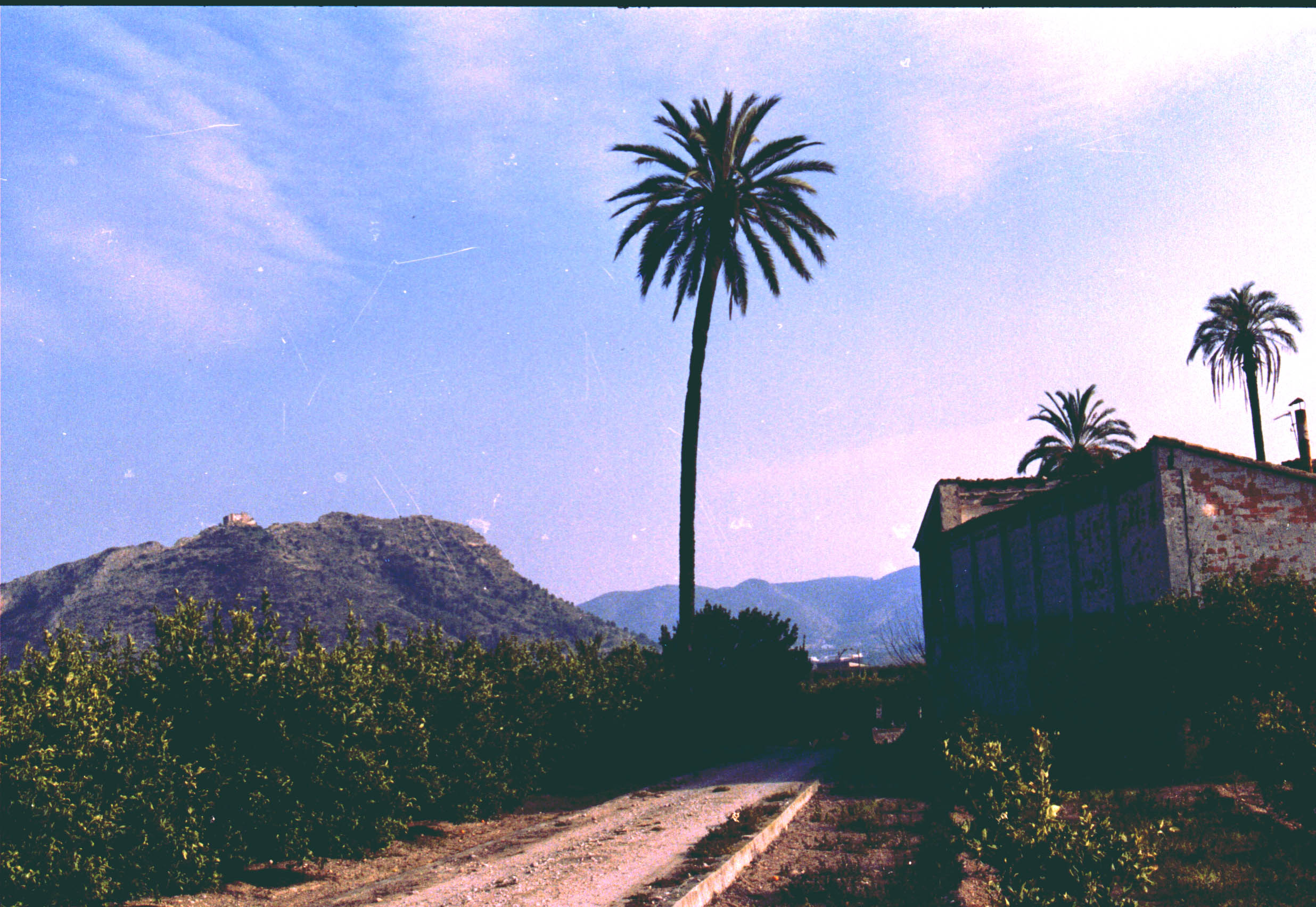
palmera en Jardín de Xativa Valencia

La Huerta de Játiva (en valenciano L'Horta de Xàtiva) es una histórica comarca en la provincia de Valencia de la Comunidad Valenciana en España. Actualmente se encuentra integrada en la comarca de La Costera, a excepción de Villanueva de Castellón (que se encuentra en la Ribera Alta). Formaban parte de esta histórica comarca los municipios actuales de Barcheta, Játiva, Genovés, Lugar Nuevo de Fenollet, y la ya mencionada Villanueva de Castellón. Aparece en el mapa de comarcas de Emili Beüt "Comarques naturals del Regne de València" publicado en el año 1934.